# Николовски, Атанас
Атанас Николовски (макед. Атанас Николовски; род. 22 июня 1980, Скопье) — северомакедонский гребец на байдарках и каноэ, специализирующийся в гребном слаломе на байдарках. Выступает в соревнованиях с 1999 года. Участник Олимпийских игр.

## Биография
Атанас Николовски родился 22 июня 1980 года в Скопье.

## Карьера
Начал заниматься гребным слаломом в возрасте шести лет в клубе «Mosha Pijade skopje», выступать на соревнованиях с 1999 года, его первым крупным турниром стал чемпионат мира в Испании.
Был участником летних Олимпийских игр 2008 года в Пекине и знаменосцем своей страны во время церемонии открытия. В соревновании мужчин-байдарочников Николовский в квалификационном раунде Николовски преодолел первую попытку за 1 минуту 30,63 секунды с двумя секундами штрафа, во второй попытке он прошёл трассу за 1 минуту 28,56 секунд, не получив штрафов. Итоговый результат квалификации составил 181,19 и не позволил ему выйти в финал, он остался на 19-м месте в итоговом протоколе.
В 2009 году Атанас занял 14-е место в мировой рейтинговой гонке в Сиднее. Он занял 1-е место в полуфинале и 7-е место в финале чемпионата мира по гребному слалому 2010 года. Был признан лучшим спортсменом Македонии 2010 года.
Спонсором Атанаса Николовски является компания Herbalife.